# 野間斗晴
野間 斗晴（のま とうせい、2001年5月18日 - ）は、日本の子役である。京都府出身。血液型はA型。

## テレビドラマ
- 金曜エンタテイメント　大奥〜華の乱〜（2005年10月-12月、フジテレビ） - 柳沢吉里 役
- パナソニック ドラマシアター　水戸黄門・第36部（2006年、TBS） - 光圀（幼少） 役
- 日曜洋画劇場特別企画　風林火山（2006年1月8日、テレビ朝日） - 武田義信 役
- 日曜洋画劇場特別企画　信長の棺（2006年11月15日、テレビ朝日） - 三法師 役
- 新春ワイド時代劇　戦国疾風伝 二人の軍師（2011年1月2日、テレビ東京）

## 映画
- 十三人の刺客（2010年、東宝）
- 忍たま乱太郎（2011年、ワーナー・ブラザース） - 笹山兵太夫 役